# TEE Lemano
Le Lemano est un train de type Trans-Europ-Express ou TEE qui relia de 1958 à 1982 les villes de Milan et de Genève. Son nom fait référence au lac Léman.

## Mise en service
Avec la mise en place du réseau Trans-Europ-Express à la fin des années 1950, se forma une étoile ferroviaire autour de Milan  permettant aux habitants de la capitale lombarde de rallier, à bord de trains rapides et luxueux, les grandes métropoles européennes de Lyon, Marseille, Munich ou Genève.

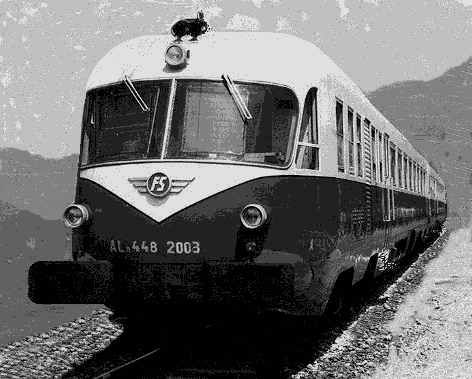
Une automotrice Breda ALn 442-448 qui assura le service du Lemano entre 1958 et 1971

C'est dans ce contexte que fut mis en service, sous la numérotation TEE GM-MG, le 1er juin 1958, le TEE Lemano reliant Milan (Gare centrale) et Genève (gare de Cornavin). La liaison, assurée par rame automotrice diesel italienne de type ALn 442-448, parcourait en 4 h 13 (88 km/h de moyenne) dans le sens Italie-Suisse et en 4 h 06 en sens inverse (90,5 km/h de moyenne), les 371 kilomètres séparant les deux villes sur les voies des Ferrovie dello Stato ou FS et des Chemins de fer fédéraux ou CFF. Le train quittait Milan à 9 h 05 et parvenait à Genève-Cornavin à 13 h 18, en soirée, il partait de Genève à 17 h 29 et parvenait à sa destination à 21 h 35.

## Exploitation
Au cours des 25 années de son existence, le TEE Lemano se caractérisa par une remarquable stabilité de sa fréquence, 1 seul A/R par jour sans renforcement saisonnier comme sur certains de ses homologues, et du nombre des arrêts intermédiaires, 3 arrêts au début de l'exploitation: Domodossola, Brigue et Lausanne dans le sens Milan-Genève, un quatrième à Sion de l'horaire d'été 1969 à celui de 1975 qui fut remplacé à partir de cette date par celui de Stresa. La vitesse moyenne ne s'améliora guère car le tracé avait été conçu avec les plus hautes vitesses compatibles sur les voies empruntées.

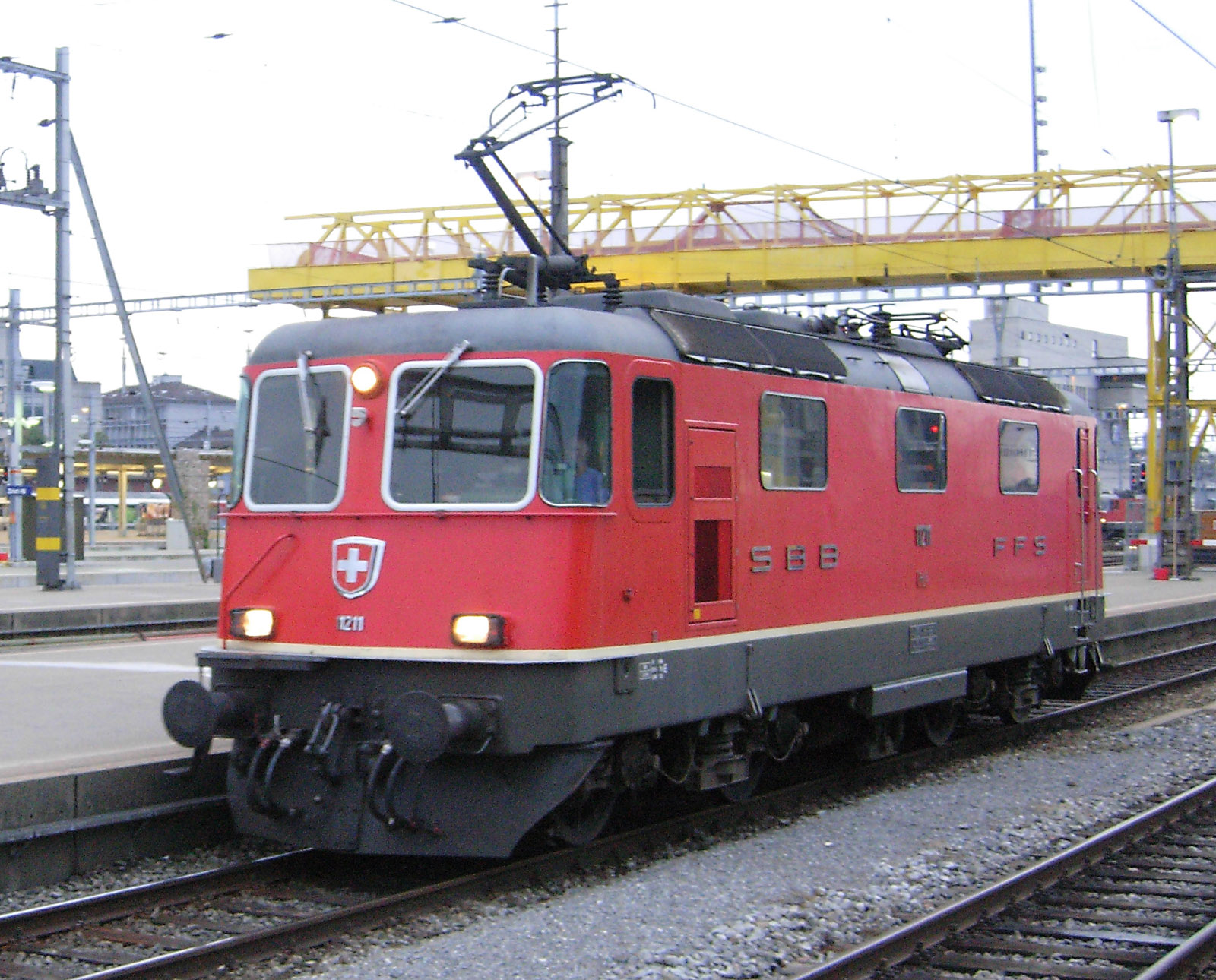
Une des locomotives Re 4/4 II des CFF qui remorqua le Lemano de 1972 à 1982

En revanche, si le train du matin garda sensiblement le même horaire, il n'en fut pas de même pour celui de soirée qui varia en fonction des TEE créés après 1958 et de la fréquentation. La création, le 1er juillet 1961, du TEE Cisalpin qui reliait Paris à Milan par Lausanne, empruntant, à partir de cette ville le même parcours que le Lemano, notamment la ligne du Simplon, obligea à un changement d'horaire. Ce nouveau train parvenait en Lombardie à 21 h 15, ce qui aurait fait circuler les deux TEE sur les mêmes voies à 15 minutes d'intervalle. Le départ de Suisse du TEE Lemano fut donc retardé à 19 h 10 (arrivée Milan à 23 h 45) jusqu'en 1965, mais face à la désaffection des voyageurs, de nouvelles refontes des horaires furent effectuées. De 1965 à 1967, l'horaire du train fut nettement avancé, le départ fixé à 15 h 01, puis, la fréquentation ne s'améliorant guère, ramené franchement en début d'après-midi, à 13 h 13 à compter de l'été 1967. À quelques variations près, le TEE Lemano garda ce créneau jusqu'au terme de son existence.
Un changement important intervint pour le service d'été 1971 avec le retrait des automotrices ALn 442-448 et leur remplacement par des rames tractées par les locomotives électriques, Re 4/4 II des CFF et des E 444 Tartaruga des FS.  Cette modification de traction influa peu sur le temps de parcours du train, renuméroté TEE 25-24, car les gains de temps (19 minutes dans le sens Milan-Genève, 11 minutes pour le retour) étant presque annulés par les 10 ou 11 minutes nécessaires à la permutation des locomotives à Domodossola. Ce fut surtout le confort apporté par les cinq nouvelles voitures TEE des FS qui séduisirent les voyageurs ainsi que la capacité accrue de la rame (144 places, voire 192 en composition renforcée contre 90 auparavant). Le TEE Lemano fut ainsi fréquenté par une clientèle nombreuse jusqu'à disparition, le 23 mai 1982, et son remplacement par un train InterCity.

## Matériel roulant

### Période TEE

#### Rame automotrice
- Du 1er juin 1958 au 27 mai 1972 : Automotrice Breda ALn 442-448 des Ferrovie dello Stato.

| ALn 442 | ALn 448 |

| Milan↔Genève | Milan↔Genève |

#### Rametractée
- Du 28 mai 1972 au 30 septembre 1972 : Voitures TEE des Ferrovie dello Stato, 2 Az (1e classe à couloir latéral) encadrant une voiture-restaurant et complétées par un fourgon-générateur. Traction assurée par :
  - E 444 Tartaruga en Italie ;
  - Re 4/4II n° 11249 à 11253 en Suisse.

| E 444 | Az TEE FS | WRz TEE FS | Az TEE FS | Dz TEE FS |

| Milan↔Domo | Milan↔Genève | Milan↔Genève | Milan↔Genève | Milan↔Genève |

| Re 4/4II | Az TEE FS | WRz TEE FS | Az TEE FS | Dz TEE FS |

| Domo↔Genève | Milan↔Genève | Milan↔Genève | Milan↔Genève | Milan↔Genève |

- Du 1er octobre 1972 au 22 mai 1982 : ayant subi un retard à la livraison, les voitures de 1e classe à couloir central (Ap) ne sont incorporées que quatre mois après les autres voitures de la série.

| E 444 | Az TEE FS | Az TEE FS | WRz TEE FS | Ap TEE FS | Dz TEE FS |

| Milan↔Domo | Milan↔Genève | Milan↔Genève | Milan↔Genève | Milan↔Genève | Milan↔Genève |

| Re 4/4II | Az TEE FS | Az TEE FS | WRz TEE FS | Ap TEE FS | Dz TEE FS |

| Domo↔Genève | Milan↔Genève | Milan↔Genève | Milan↔Genève | Milan↔Genève | Milan↔Genève |

### L'après-TEE

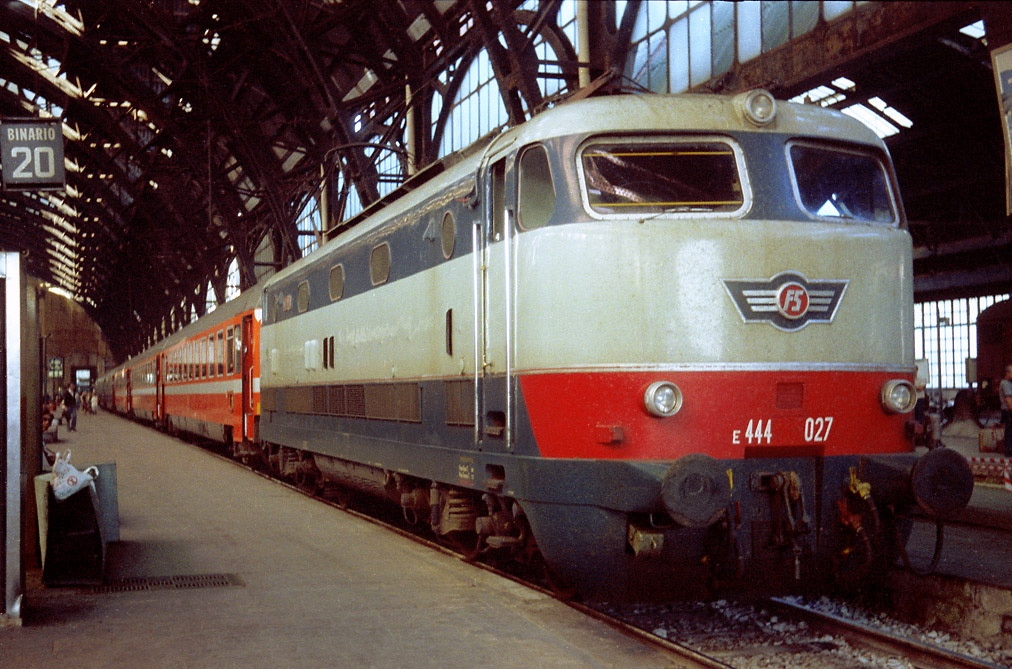
L'InterCity Lemano prêt au départ de Milano Centrale

Après le retrait du Lemano du pool TEE, des voitures VSE de 2e classe furent ajoutées à la rame, et la voiture-restaurant fut supprimée. Les quatre Re 4/4IV vinrent se subtiliser aux Re 4/4II sur parcours suisse.
| E 444 | Dz TEE FS | Az TEE FS | Ap TEE FS | Bm VSE FS | Bm VSE FS | Bm VSE FS |

| Milan↔Domo | Milan↔Genève | Milan↔Genève | Milan↔Genève | Milan↔Genève | Milan↔Genève | Milan↔Genève |

| Re 4/4IV | Dz TEE FS | Az TEE FS | Ap TEE FS | Bm VSE FS | Bm VSE FS | Bm VSE FS |

| Domo↔Genève | Milan↔Genève | Milan↔Genève | Milan↔Genève | Milan↔Genève | Milan↔Genève | Milan↔Genève |

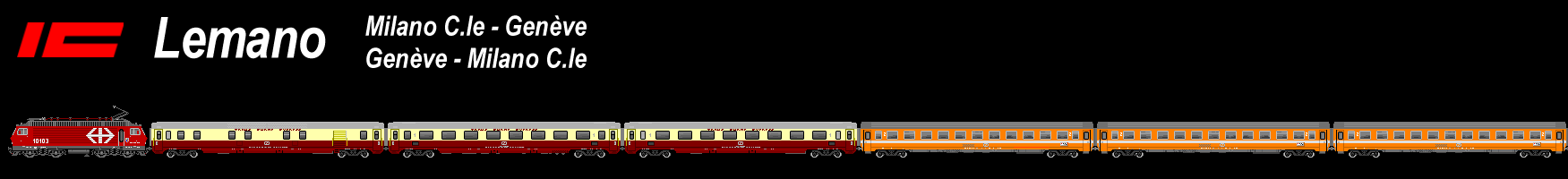

Par la suite, des voitures UIC-X, Typo Z et UIC-Z1 entrèrent dans la composition du Lemano.

#### La périodeCisalpino
Dès 1996, les ETR 470 de Cisalpino s'attribuèrent le Lemano.
| BAC1 CIS | BB1 CIS | RA1 CIS | RB CIS | BB2 CIS | BAH2 CIS | RA2 CIS | BB2 CIS | BAC2 CIS |

| Milan↔Genève | Milan↔Genève | Milan↔Genève | Milan↔Genève | Milan↔Genève | Milan↔Genève | Milan↔Genève | Milan↔Genève | Milan↔Genève |